# Johan Andreas Murray
Johan Andreas Murray (Estocolmo, 27 de janeiro de 1740 — Göttingen, 22 de maio de 1791) foi um médico, farmacólogo e botânico que se distinguiu no campo da investigação dos compostos de origem vegetal com aplicações médicas. Publicou importantes trabalhos sobre medicamentos derivados de plantas.

## Biografia
Johan Anders Murray nasceu em Estocolmo em 27 de janeiro de 1740, filho do pregador e teólogo prussiano de origem escocesa Andreas Murray (1695-1771). Foram seus irmãos os professores universitários Johann Philipp Murray (1726-1776) e Adolph Murray (1751-1803) e o bispo Gustaf Murray (1747-1825).
Murray estudou de 1756 a 1759 na Universidade de Uppsala, onde foi aluno de Carl Linnaeus. Em 1760, foi para a Universidade de Göttingen, onde obteve o grau de doutor em medicina em 1763. Em 1769, foi nomeado professor e diretor do jardim botânico de Göttingen, cidade onde se fixou e onde em 1772 casou com Eleonora Margaretha Conradi (1749–1827).
Nas suas funções de director do Jardim Botânico de Göttingen desenvolveu larga investigação sobre as propriedades das plantas medicinais, na época o principal interesse dos botânicos, e sobre as formas pelas quais os medicamentos derivados de plantas poderiam ser preparados e administrados.
Murray afirmou-se como um dos mais proeminentes farmacologistas e botânicos do seu tempo. O seu principal trabalho, intitulado Apparatus medicaminum (1776–1792), publicado em seis volumes, dos quais o último foi publicado após a sua morte, é uma compilação abrangente de remédios de origem vegetal. O título completo é Apparatus medicaminum tam simplicium quam præparatorum et compositorum in praxeos adiumentum consideratus, ou seja Preparação de medicamentos simples e preparados para aplicações práticas.
Para além dos resultados da sua própria investição, publicou traduções alemãs de vários escritos de médicos e botânicos suecos. Em 1774 publicou a tradução para alemão da 13.ª edição da obra de Linnaeus Systema Naturæ sob o título de Systema Vegetabilium, com uma introdução da sua autoria intitulada Regnum Vegetabile., obra cuja abreviatura padrão é Syst. Veg.. A 14.ª edição foi publicada em 1784.
Em 1791, Murray foi eleito membro da American Philosophical Society. Murray faleceu em Göttingen a 22 de maio de 1791.
O género de citrinos (família Rutaceae) Murraya J.G. Koenig ex L. foi assim denominado em homenagem a Johan Andreas Murray.
Do seu casamento com Murray Eleonora Margaretha Conradi (1749–1827) nasceram quatro filhas:
- Eleonora Johanna Margaretha casaou na família Seidensticker (1773–1810);
- Elisabeth Margaretha Carolina casou na família Loewenich (1774–1842):
- Louise Sophie Charlotte casou na família Lueder (1781–1849);
- Fredrike Amalie Sophie (1787–1862) que casou com o diplomata português Joaquim José Lobo da Silveira, o 7.º conde de Oriola, tendo usado o título prussiano Gräfin von Oriola.

## Obras
Murray é autor de múltiplos artigos, tratados e traduções, entre os quais:
- Murray, Johann Andreas (1765). Commentatio De Arbuto Uva Ursi: Exhibens Descriptionem Eius Botanicam Analysin Chemicam Eiusque In Medicina Et Oeconomia Varium Usum. [S.l.]: Pockwitzius Et Barmeierus. Consultado em 11 de janeiro de 2013Digital edition by the University and State Library Düsseldorf
- Murray, Johann Andreas (1769). De Vermibus In Lepra Obviis: Iuncta Leprosi Historia Et De Lumbricorum Setis Observationes Reg. Societati Scientiarum Gotting. Praelectae Cum Figuris Aeneis. [S.l.]: Dieterich. Consultado em 11 de janeiro de 2013
- Murray, Johan Anders (1770). Prodromvs designationis stirpivm Gottingensivm. [S.l.]: J. C. Dieterich. Consultado em 11 de janeiro de 2013
- Murray, Johann Andreas (1773). Enumeratio librorum praecipuorum medici argumenti. [S.l.]: Weygand. Consultado em 11 de janeiro de 2013
- Linné, Carl von (1774).  Murray, Johann Andreas, ed. Systema vegetabilium (13th edition of Systema Naturae) (2 vols.). Göttingen: Typis et impensis Jo. Christ. Dieterich. Consultado em 24 fevereiro 2015
  - Linné, Carl von (1785) [1774]. Systema vegetabilium (13th edition of Systema Naturae) [A System of Vegetables 2 vols.]. Lichfield: Lichfield Botanical Society. Consultado em 24 fevereiro 2015
- Linné, Carl von (1784).  Murray, Johann Andreas, ed. Systema vegetabilium (14th edition of Systema Naturae). [S.l.]: Typis et impensis Jo. Christ. Dieterich. Consultado em 11 de janeiro de 2013
  - 15th edition 1797
- Murray, Johann Andreas; Seger, Ludwig Christian (1785). Arzneyvorrath. [S.l.: s.n.] Consultado em 11 de janeiro de 2013
- Murray, Johann Andreas (1785). J. Andreae Murray ... Opuscula, in quibus commentationes varias, tam medicas, quam ad rem naturalem spectantes, retractavit, emendavit, auxit. [S.l.: s.n.] Consultado em 11 de janeiro de 2013
- Murray, Johann Andreas (1794). Apparatus medicaminum tam simplicium quam praeparatorum et compositorum in praxeos adiumentum consideratus ... auctore Jo. Andrea Murray. [S.l.: s.n.] Consultado em 11 de janeiro de 2013